# Coccoloba shaferi
Coccoloba shaferi är en slideväxtart som beskrevs av Nathaniel Lord Britton. Coccoloba shaferi ingår i släktet Coccoloba och familjen slideväxter. Inga underarter finns listade i Catalogue of Life.